# Uroplectes chubbi
Uroplectes chubbi es una especie de escorpión del género Uroplectes, familia Buthidae. Fue descrita científicamente por Hirst en 1911.
Habita en Zimbabue, Sudáfrica, Botsuana y Mozambique. El holotipo femenino mide 32,5 mm. Esta especie recibe su nombre en honor a Charles Chubb.